# Roman Pryma
Roman Andriovitch Prima (en ukrainien : Роман Андрійович Прима), né le 6 novembre 1981 à Tchernihiv, est un biathlète ukrainien.

## Carrière
Après des débuts officiels en 1999, il obtient son premier podium international aux Championnats d'Europe junior en 2000, avec la médaille de bronze sur le sprint.
Roman Pryma est sélectionné pour les Championnats du monde de Pokljuka en 2001, prenant part seulement au relais, tandis qu'il dispute le même hiver toutes les épreuves aux mondiaux junior de Khanty-Mansiïsk. En 2002, il court aux Jeux olympiques de Salt Lake City, où il se classe 76e du sprint et septième du relais. Cette année là, il est aussi vice-champion d'Europe de relais. Il commence à obtenir des résultats intéressants en Coupe du monde la saison suivante, marquant des points notamment à Ruhpolding, où il est 21e du sprint. Pendant plusieurs années, il est peu utilisé dans l'équipe nationale et revient seulement régulièrement lors de l'hiver 2008-2009, où il signe sa meilleure performance avec une cinquième place à l'individuel d'Hochfilzen. Il prend part alors à ses deuxièmes championnats du monde à Pyeongchang, où il termine cinquième du relais avec l'équipe ukrainienne.
Il poursuit sa carrière jusqu'en 2014, avec deux dernières saisons sans dépasser l'échelon de l'IBU Cup puis devient entraîneur dans l'équipe ukrainienne junior.
Il est le frère d'Artem Pryma, également biathlète.

## Palmarès

### Jeux olympiques
| Épreuve / Édition                   | Individuel | Sprint | Poursuite | Relais |
| Jeux olympiques 2002 Salt Lake City | -          | 76e    | -         | 7e     |

### Championnats du monde
| Mondiaux \ Épreuve | Individuel | Sprint | Poursuite | Départ en masse | Relais | Relais mixte                     |
| 2001 Pokljuka      | —          | —      | —         | —               | 13e    | Épreuve inexistante à cette date |
| 2009 Pyeongchang   | 46e        | 28e    | 33e       | —               | 5e     | —                                |

### Coupe du monde
- Meilleur classement général : 49e en 2009.
- Meilleur résultat individuel : 5e.

#### Classements en coupe du monde
| Saison    | Classement général final | Individuel | Sprint | Poursuite | Mass start |
| 2000-2001 | nc                       |            | nc     |           |            |
| 2001-2002 | nc                       | nc         | nc     | nc        |            |
| 2002-2003 | 70e                      | nc         | 65e    | -         |            |
| 2003-2004 | nc                       | nc         | nc     | nc        |            |
| 2004-2005 | 79e                      | nc         | 62e    | -         |            |
| 2005-2006 | 86e                      | nc         | 72e    | nc        |            |
| 2006-2007 | nc                       | nc         | nc     |           |            |
| 2007-2008 | nc                       |            | nc     |           |            |
| 2008-2009 | 49e                      | 37e        | 46e    | 76e       | 39e        |
| 2009-2010 | 108e                     | nc         | 89e    | nc        |            |
| 2010-2011 | 80e                      | nc         | 74e    | 73e       |            |
| 2011-2012 | 88e                      |            | 82e    | 80e       |            |

### Championnats d'Europe
- 1 médaille d'argent en 2002 sur le relais.

### Championnats d'Europe junior
- Médaille de bronze du sprint en 2000.

### IBU Cup
- 1 podium.